# Władca much (film 1990)
Władca much (ang. Lord of the Flies) – amerykański film dramatyczny, będący drugą z kolei ekranizacją powieści Williama Goldinga o tym samym tytule.
W odróżnieniu od literackiego pierwowzoru i adaptacji filmowej z 1963 roku, fabuła filmu oparta jest na przeżyciach grupy amerykańskich uczniów szkoły kadetów, a nie uczniów szkół i dzieciach sierocińców angielskich. W końcowej scenie filmu zostają oni uratowani nie przez brytyjską Royal Navy, ale przez oddział amerykańskich marines. 
Serwis Rotten Tomatoes przyznał filmowi wynik 60%.

## Fabuła
Samolot pełen nastoletnich chłopców rozbija się gdzieś na Pacyfiku. Grupa chłopców ratuje się, lądując na bezludnej tropikalnej wyspie. Usiłują przetrwać w trudnych warunkach i zorganizować się. Wkrótce jednak dochodzi między nimi do podziału, a z czasem do brutalnej walki.

## Obsada
- Balthazar Getty – Ralph
- Chris Furrh – Jack
- Danuel Pipoly – Prosiaczek
- James Badge Dale – Simon
- Andrew Taft – Sam
- Edward Taft – Eric
- Gary Rule – Roger
- Brian Jacobs – Peter
- Tery Wells – Andy
- Braden MacDonald – Larry
- Brian Matthews – Tony
- Michael Greene – kapitan Benson